# San Roque, Cádiz
San Roque là một đô thị trong tỉnh Cádiz, Tây Ban Nha.

## Dân số
| 1999   | 2000   | 2001   | 2002   | 2003   | 2004   | 2005   |
| ------ | ------ | ------ | ------ | ------ | ------ | ------ |
| 22.719 | 22.990 | 23.570 | 23.981 | 25.163 | 24.757 | 25.548 |

Nguồn: INE (Spain)

## Hình ảnh

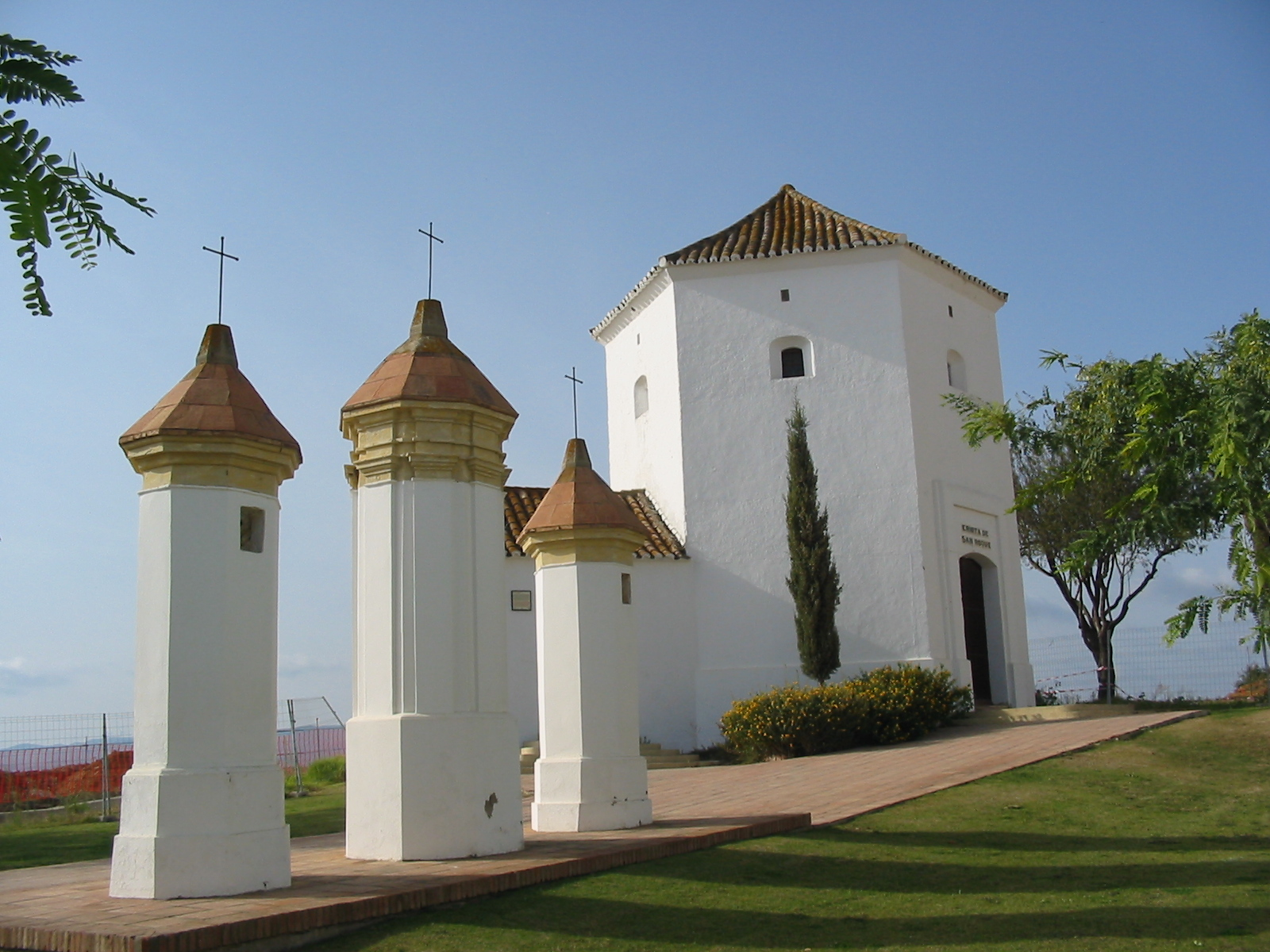
Saint Roch's chapel
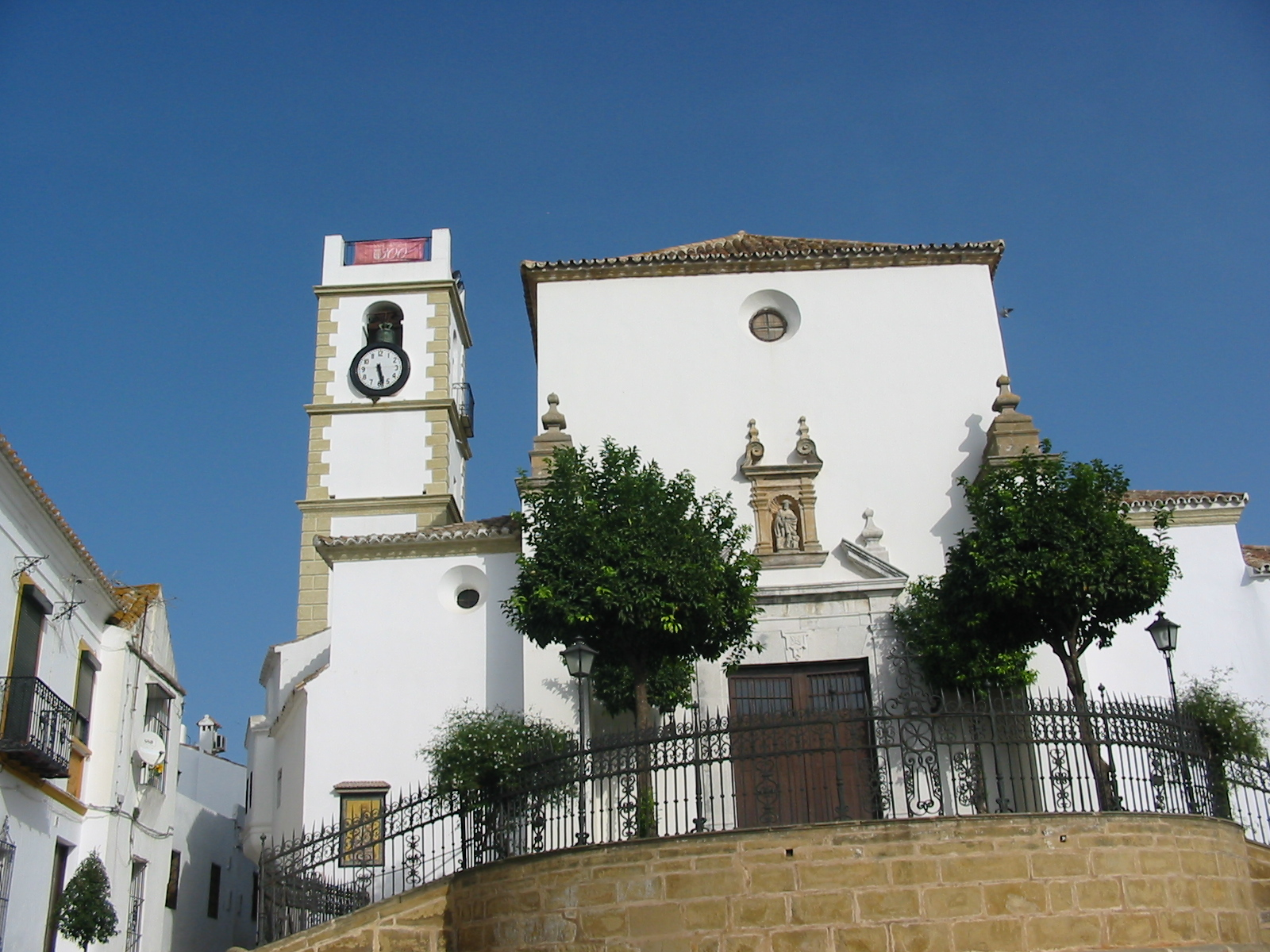
Saint Mary the Crowned Parish Church
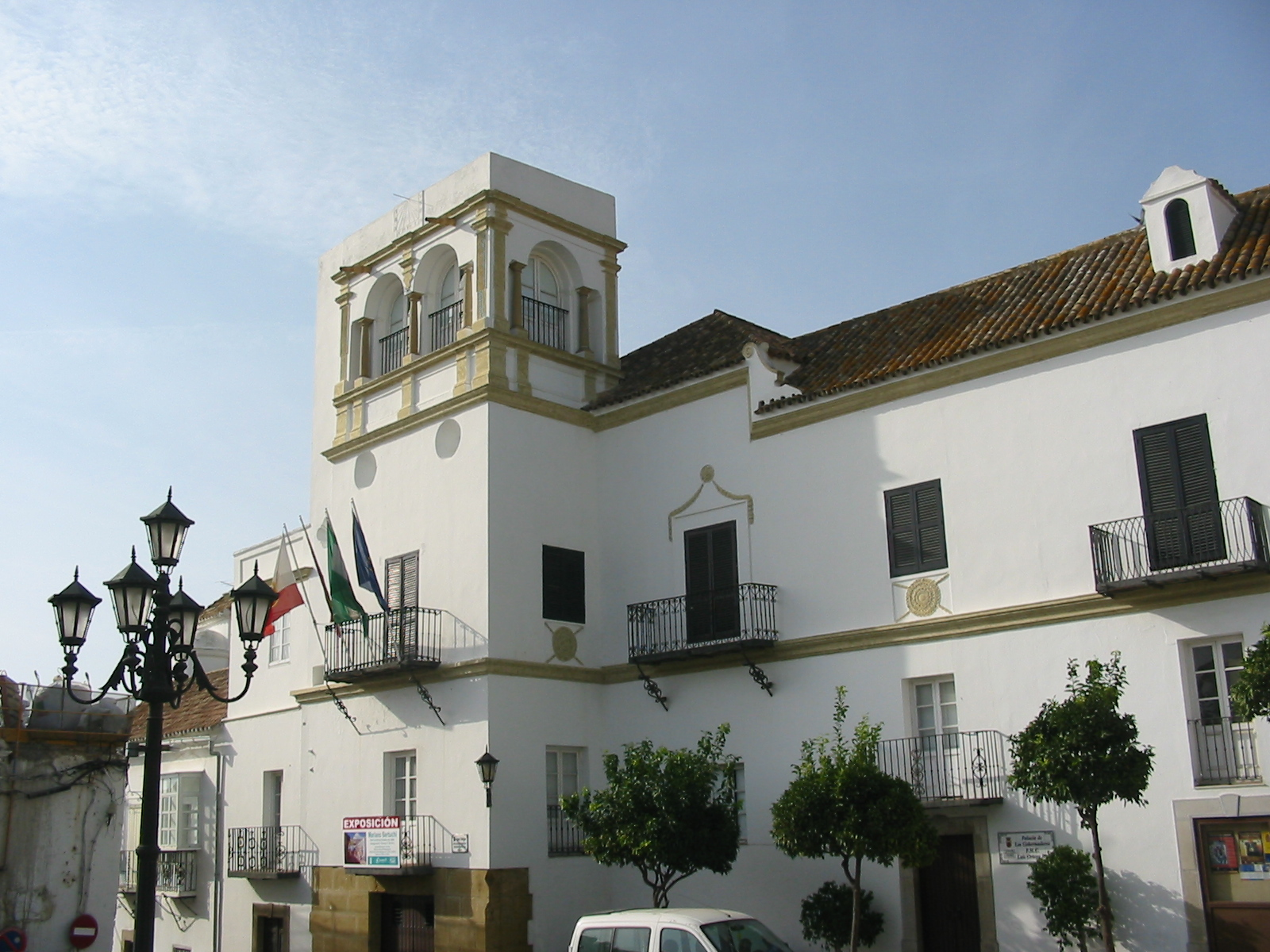
Governor's Palace
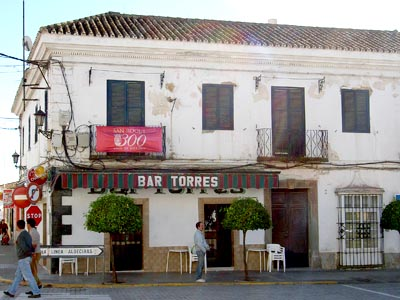
Bar Torres, the oldest bar